# 6211 Tsubame
6211 Tsubame (1991 DO) là một tiểu hành tinh vành đai chính được phát hiện ngày 19 tháng 2 năm 1991 bởi S. Inoda và T. Urata ở Đài thiên văn Karasuyama.